# Halbe Brandsma

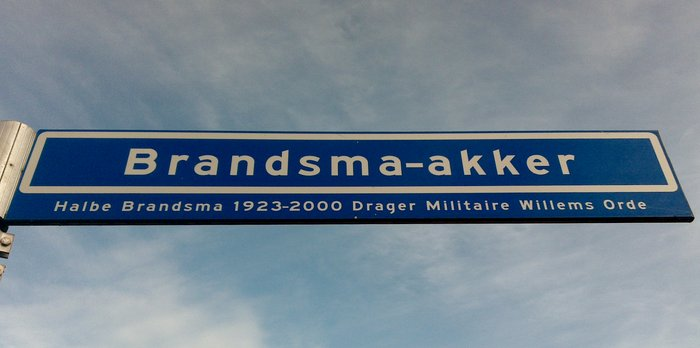
Foto Brandsma Akker

Halbe Brandsma (Doezum, 3 december 1923 -  Barendrecht, 7 juli 2000) was een Nederlands militair.
Hij werd geridderd in de klasse der Militaire Willems-Orde 4, naar aanleiding van het Koninklijk Besluit nummer 29 van 17 juli 1947. Hij was korporaal der Mariniers als Oorlogsvrijwilligers in Nederlands-Indië.
Naar Brandsma is een straat vernoemd in Barendrecht, de Brandsma-akker.
Na zijn militaire loopbaan begon hij een vorkheftruckbedrijf en richtte hij Brandsma Vorkheftrucks B.V. op.

## Onderscheiding
Hem werd de Militaire Willems-Orde toegekend wegens bijzonder moedige en beleidvolle daden tijdens de politionele acties op Oost-Java in 1946.
Heeft zich door het bedrijven van bijzonder moedige en beleidvolle daden in de strijd tegenover de vijand onderscheiden door op 2 mei 1946 tijdens de gevechtshandelingen nabij Ngemboeng en Kemendoeng (Oost-Java), toen hij zich wilde overtuigen of een gewonde kameraad zich nog in één der hutten bevond en hij daarbij plotseling op onverwachte tegenstand van drie verborgen vijanden, die hem met klewang en bajonet aanvielen, onschadelijk te maken, waarbij hij zelf verschillende plaatsen werd hewond, zich ondanks overtuigd of de gewonde kameraad was achtergebleven.